# Dr. Oetker
Dr. Oetker é uma empresa alemã que produz fermento em pó, misturas para bolos, iogurtes, pizzas congeladas e pudim.
Também estão incluídos no portfólio uma empresa de frete marítimo, um banco, uma editora, uma empresa de equipamentos de segurança, uma cervejaria e uma série de hotéis de alta classe em toda a Europa.

## História

### Fundação

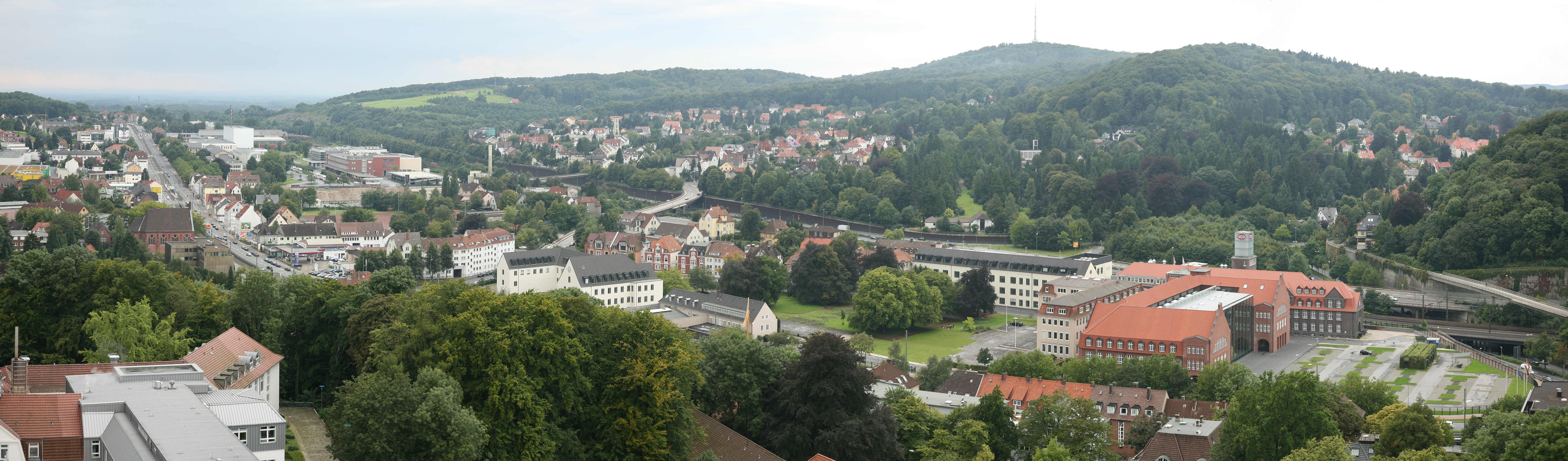
Vista da fábrica da Dr. Oetker em Bielefeld, Alemanha.

A empresa foi fundada pelo Dr. August Oetker, em 1891, o primeiro produto desenvolvido foi "Backin", uma quantidade fixa de fermento em pó que, quando misturado com 500g de farinha e outros ingredientes, produziu um bolo.

### Primeira Guerra Mundial
O filho do Dr. Oetker, Rudolf, morreu na Primeira Guerra Mundial. No entanto Rudolf, e sua mulher, Ida, tiveram dois filhos, Rudolf-August e Ursula. Ida Oetker se casou com o Dr. Richard Kaselowsky, e posteriormente teve mais quatro filhos.

### A expansão internacional
Rudolf August Oetker, neto do Dr. August Oetker, conduziu a empresa entre 1944 e 1981, e durante este período, alcançou o seu maior crescimento. A empresa expandiu sua presença internacional, com a aquisição de muitas empresas ao redor do mundo. Quando Rudolf Oetker deixou o cargo de sua posição de liderança, a 4ª geração da família Oetker assumiu. A propriedade familiar estabeleceu o princípio de gerenciamento que "os interesses da empresa têm prioridade sobre os da família" (Annual Report Dr. August Oetker KG, 2005).
Dr. August Oetker, o bisneto do fundador, lidera a empresa desde 1981. Sob seu comando foi aberta uma investigação sobre a história da empresa durante a 2ª Guerra Mundial, e descobriu-se que o diretor-executivo da companhia na época, Richard Kaselowsky, filiou-se ao Partido Nazista e doou grandes somas de dinheiro ao líder da SS, Heinrich Himmler. 

### Segunda Guerra Mundial
A empresa participa do fundo de compensação por trabalho forçado, uma organização de empresas alemãs assumiu a responsabilidade por trabalhos forçados durante a Segunda Guerra Mundial.

## Atuação no Brasil
No Brasil, a empresa tem uma fábrica em São Paulo. É a principal fornecedora de sobremesas em pó, pizzas congeladas e chás. Estabeleceu-se no Brasil a partir de 1954.